# Шильман, Аким Львович
Аким (Ахий-Зуня) Львович Шильман (1897, Чернигов — 26 сентября 1937, Москва) — советский государственный и партийный деятель, в 1937 председатель исполкома Западной области.

## Биография
Родился в июле 1897 года в Чернигове в семье владельца кирпичного завода Льва Ильича Шильмана и его жены Алты Залмановны Шильман.
В 1907 году поступил в гимназию. С 5 класса принимал участие в работе подпольных революционных кружков. В 1914 году исключён из гимназии как неблагонадёжный.
С марта 1915 года член РСДРП(б). Работал в Выборгском райкоме партии, потом в больничной кассе Путиловского завода. Осенью 1916 года арестован и сослан в Сибирь. После Февральской революции вернулся в Петроград, был избран членом Петроградского комитета РСДРП(б), в июле-августе участвовал в работе VI съезда РСДРП(б).
В Гражданскую войну с 1918 года на политработе в Красной Армии — военком дивизиона на Архангельском участке фронта, с весны 1920 года — комиссар конно-артиллерийского дивизиона в корпусе Червонного казачества. Служил под командованием И. П. Уборевича и В. М. Примакова.
В 1921–1924 годах учился в Москве в Коммунистическом университете имени Я. М. Свердлова. Затем на партийной работе в Рогожско-Симоновском и Сокольническом РК ВКП(б) г. Москвы.
В 1927–1929 годах заворготделом Владимирского губкома ВКП(б). С апреля 1929 года в Смоленске зам. зав. отделом агитации и пропаганды губкома.
- В июне 1929 года на первой областной партконференции новой создаваемой Западной области избран зам. зав. распределительным отделом.
- 12.06.30 на пленуме Западного обкома избран членом бюро и секретариата и утверждён зав. отделом кадров.
- 07.04.31 избран секретарём обкома.
- С 15 февраля 1934 года второй секретарь Западного обкома.
- 24 мая 1937 года избран председателем исполкома Западного областного Совета. Формально находился в этой должности до 23 июня 1937 года.

С 16 января по 10 февраля 1934 года участвовал в работе XVII съезда ВКП(б), делегат с правом решающего голоса.

### Арест, суд и приговор
14 июня 1937 арестован на Белорусском вокзале в Москве.
Приговором суда признан виновным в том, что совместно с И. П. Румянцевым и Г. Д. Ракитовым создал в Западной области антисоветскую право-троцкистскую диверсионно-террористическую организацию, вербовал в неё новых членов и руководил диверсионно-вредительской деятельностью в области промышленности и сельского хозяйства, лично организовывал террористические группы для совершения терактов над руководителями ВКП(б) и советского правительства и проводил шпионскую деятельность.
Расстрелян 26 сентября 1937. Похоронен на кладбище московского Донского крематория.
В 1956 году реабилитирован.

## Семья
Жена — Бася Фишелевна Василевская (1898—?). С 1916 член РСДРП(б). В 1937 1-й секретарь Заднепровского райкома ВКП(б) в Смоленске. Арестована 10 июля 1937, осуждена и расстреляна 22.11.37г. Реабилитирована в 1956.